# Wereldkampioenschap voetbal 2022 (Groep H) Zuid-Korea - Portugal
Dit artikel gaat over de groepswedstrijd in groep H van het wereldkampioenschap voetbal 2022 tussen Zuid-Korea en Portugal die gespeeld werd op vrijdag 2 december 2022 in het Education Citystadion te Ar Rayyan. Het duel was de 46ste wedstrijd van het toernooi.
Het al geplaatste Portugal kwam al binnen vijf minuten op een voorsprong via Ricardo Horta, maar Zuid-Korea kwam nog in de eerste helft op gelijke hoogte via Kim Young-gwon en won de wedstrijd uiteindelijk door een doelpunt van Hwang Hee-chan uit een counter in de blessuretijd. Doordat Uruguay ondertussen met 2–0 won van Ghana, plaatste Zuid-Korea zich voor een derde keer voor de achtste finales, na 2002 en 2010. Voor Portugal beëindigde deze wedstrijd een reeks van zeven groepswedstrijden zonder nederlaag.

## Voorafgaand aan de wedstrijd
- Zuid-Korea stond bij aanvang van het toernooi op de 28ste plaats van de FIFA-wereldranglijst.[1] 22 WK-deelnemers waren hoger gerangschikt dan Zuid-Korea. Portugal was terug te vinden op de negende plek en moest zeven WK-deelnemers boven zich dulden.[2]
- Portugal en Zuid-Korea troffen elkaar voorafgaand aan deze wedstrijd één keer: Zuid-Korea won met 1–0 in de groepsfase van het WK 2022. Zuid-Korea won 5 en verloor 12 van zijn 23 eerdere WK-wedstrijden tegen teams aangesloten bij de UEFA. Portugal won drie en verloor één van zijn vijf eerdere WK-wedstrijden tegen AFC-teams.
- Zuid-Korea speelde eerder met 0–0 gelijk tegen Uruguay en verloor met 2–3 van Ghana, waardoor het moest winnen om kans te houden op een plaats in de achtste finales. Portugal won eerder met 3–2 van Ghana en met 2–0 van Uruguay en was al verzekerd van een plek in de volgende ronde.
- Bij Zuid-Korea zat Sérgio Costa als bondscoach op de bank, omdat Paulo Bento geschorst was na een rode kaart in de groepswedstrijd tegen Ghana. Bij Portugal ontbraken Danilo, Nuno Mendes en Otávio door blessures.

## Wedstrijddetails[3]
|                                                     |                     |                  |          | |
| Groep H 2 december 2022 18:00 (UTC+3) 16:00 (UTC+1) | Zuid-Korea          | 2 – 1 (1 – 1)    | Portugal | Stadion: Education Citystadion, Ar Rayyan Toeschouwers: 44.097 Scheidsrechter: Facundo Tello Assistenten: Ezequiel Brailovsky Assistenten: Gabriel Chade Vierde official: Maguette Ndiaye Video-assistent: Nicolás Gallo AVAR 1: Juan Soto AVAR 2: Bruno Boschilia AVAR 3: Armando Villarreal Speler van de wedstrijd: Hwang Hee-chan |
| Groep H 2 december 2022 18:00 (UTC+3) 16:00 (UTC+1) | Kim 27' Hwang 90+1' | Wedstrijdverslag | 5' Horta | Stadion: Education Citystadion, Ar Rayyan Toeschouwers: 44.097 Scheidsrechter: Facundo Tello Assistenten: Ezequiel Brailovsky Assistenten: Gabriel Chade Vierde official: Maguette Ndiaye Video-assistent: Nicolás Gallo AVAR 1: Juan Soto AVAR 2: Bruno Boschilia AVAR 3: Armando Villarreal Speler van de wedstrijd: Hwang Hee-chan |
| Groep H 2 december 2022 18:00 (UTC+3) 16:00 (UTC+1) |                     |                  |          | Stadion: Education Citystadion, Ar Rayyan Toeschouwers: 44.097 Scheidsrechter: Facundo Tello Assistenten: Ezequiel Brailovsky Assistenten: Gabriel Chade Vierde official: Maguette Ndiaye Video-assistent: Nicolás Gallo AVAR 1: Juan Soto AVAR 2: Bruno Boschilia AVAR 3: Armando Villarreal Speler van de wedstrijd: Hwang Hee-chan |
| Groep H 2 december 2022 18:00 (UTC+3) 16:00 (UTC+1) |                     |                  |          | Stadion: Education Citystadion, Ar Rayyan Toeschouwers: 44.097 Scheidsrechter: Facundo Tello Assistenten: Ezequiel Brailovsky Assistenten: Gabriel Chade Vierde official: Maguette Ndiaye Video-assistent: Nicolás Gallo AVAR 1: Juan Soto AVAR 2: Bruno Boschilia AVAR 3: Armando Villarreal Speler van de wedstrijd: Hwang Hee-chan |
|                                                     |                     |                  |          | |

| Zuid-Korea | Portugal |

| DM             | 01 | Kim Seung-gyu   |           |
| RA             | 15 | Kim Moon-hwan   |           |
| CV             | 20 | Kwon Kyung-won  |           |
| CV             | 19 | Kim Young-gwon  | 81'       |
| LA             | 03 | Kim Jin-su      |           |
| VM             | 05 | Jung Woo-young  |           |
| CM             | 06 | Hwang In-beom   |           |
| CM             | 18 | Lee Kang-in     | 36' 81'   |
| RB             | 10 | Lee Jae-sung    | 65'       |
| SP             | 09 | Cho Gue-sung    | 90+3'     |
| LB             | 07 | Son Heung-min   |           |
| Wisselspelers: |    |                 |           |
| DM             | 12 | Song Bum-keun   |           |
| DM             | 21 | Jo Hyeon-woo    |           |
| VD             | 02 | Yoon Jong-gyu   |           |
| VD             | 04 | Kim Min-jae     |           |
| VD             | 14 | Hong Chul       |           |
| VD             | 23 | Kim Tae-hwan    |           |
| VD             | 24 | Cho Yu-min      | 90+3'     |
| MV             | 08 | Paik Seung-ho   |           |
| MV             | 13 | Son Jun-ho      | 81'       |
| AV             | 11 | Hwang Hee-chan  | 65' 90+2' |
| AV             | 16 | Hwang Ui-jo     | 81'       |
| AV             | 17 | Na Sang-ho      |           |
| AV             | 22 | Kwon Chang-hoon |           |
| AV             | 25 | Jeong Woo-yeong |           |
| AV             | 26 | Song Min-kyu    |           |
| Coach:         |    |                 |           |
| Sérgio Costa   |    |                 |           |

| DM              | 22 | Diogo Costa       |     |
| RA              | 02 | Diogo Dalot       |     |
| CV              | 03 | Pepe              |     |
| CV              | 24 | António Silva     |     |
| LA              | 20 | João Cancelo      |     |
| VM              | 18 | Rúben Neves       | 65' |
| CM              | 23 | Matheus Nunes     | 65' |
| CM              | 16 | Vitinha           | 81' |
| RB              | 21 | Ricardo Horta     |     |
| SP              | 07 | Cristiano Ronaldo | 65' |
| LB              | 17 | João Mário        | 81' |
| Wisselspelers:  |    |                   |     |
| DM              | 01 | Rui Patrício      |     |
| DM              | 12 | José Sá           |     |
| VD              | 04 | Rúben Dias        |     |
| VD              | 05 | Raphaël Guerreiro |     |
| MV              | 06 | João Palhinha     | 65' |
| MV              | 08 | Bruno Fernandes   |     |
| MV              | 10 | Bernardo Silva    | 81' |
| MV              | 14 | William Carvalho  | 81' |
| AV              | 09 | André Silva       | 65' |
| AV              | 11 | João Félix        |     |
| AV              | 15 | Rafael Leão       | 65' |
| AV              | 26 | Gonçalo Ramos     |     |
| Coach:          |    |                   |     |
| Fernando Santos |    |                   |     |

| Statistieken           | Zuid-Korea | Portugal |
| ---------------------- | ---------- | -------- |
| Doelpunten             | 2          | 1        |
| Gele kaarten           | 2          | 0        |
| Rode kaarten           | 0          | 0        |
| Wissels                | 4          | 5        |
| Schoten op doel        | 6          | 4        |
| Schoten naast doel     | 4          | 6        |
| Overtredingen          | 9          | 11       |
| Hoekschoppen           | 5          | 4        |
| Buitenspel             | 1          | 5        |
| Passnauwkeurigheid (%) | 85         | 89       |
| Balbezit (%)           | 38         | 62       |